# کنستانتیتی ویلنسکی
کنستانتیتی ویلنسکی (اوکراینی: Костянтин Михайлович Віленський؛ زادهٔ ۲۵ دسامبر ۱۹۴۹) رهبر (موسیقی)، آهنگساز، مربی موسیقی، و موزیسین جاز اهل لهستان است.